# Gene Reynolds
Gene Reynolds, właśc. Eugene Reynolds Blumenthal (ur. 4 kwietnia 1923 w Cleveland, zm. 3 lutego 2020 w Burbank) – amerykański reżyser, scenarzysta i producent telewizyjny; w młodości także aktor filmowy.

## Kariera
Urodził się w Cleveland w stanie Ohio, ale dorastał w Detroit, gdzie pracował jego ojciec. Był synem amerykańskich Żydów, przedsiębiorcy Franka Eugena Blumenthala i modelki Maud Evelyn z domu Schwab. W 1934 rodzina przeniosła się do Los Angeles. W tym samym roku Reynolds zadebiutował jako aktor epizodem w filmie Washee Ironee. W latach 1937–1940 miał podpisany kontrakt z wytwórnią MGM. Jego aktorska kariera trwała ponad 30 lat, po raz ostatni na dużym ekranie pojawił się w 1956. W tym czasie grał u boku największych filmowych gwiazd tamtego okresu. W filmach: Bohaterowie morza (1937), Miasto chłopców (1938) i Edison (1940) zagrał ze Spencerem Tracym; a w filmach: W ludzkich sercach (1938) i Śmiertelna zawierucha (1940) z Jamesem Stewartem. Kilkakrotnie spotkał się na ekranie z ówczesnymi młodymi gwiazdami: Mickey Rooneyem i Shirley Temple (w filmie pt. Błękitny ptak (1940)). Po tym gdy wycofał się z aktorstwa związał się z telewizją będąc reżyserem i producentem popularnych seriali telewizyjnych. Był jednym z twórców serialu komediowego M*A*S*H (1972–1983). W okresie 1972–1976 wyprodukował 121 odcinków tego serialu; był także autorem 11 scenariuszy do poszczególnych odcinków oraz reżyserem 24 kolejnych.
Reynolds był 24 razy nominowany do nagrody Emmy, przy czym otrzymywał ją sześciokrotnie; w tym m.in. za serial M*A*S*H.
W latach 1993–1997 był przewodniczącym Stowarzyszenia Reżyserów Amerykańskich (DGA).

## Filmografia
Aktor:
- Washee Ironee (1934) jako chłopiec grający w football (aktorski debiut)
- Heidi (1937)
- Madame X (1937) jako Raymond Fleuriot w wieku 12-14 lat
- W starym Chicago (1937) jako Dion O’Leary w dzieciństwie
- Bohaterowie morza (1937) jako chłopiec w drukarni
- Andy Hardy zakochany (1938) jako James "Jimmy" MacMahon Jr.
- W ludzkich sercach (1938) jako Jason Wilkins w dzieciństwie
- Miasto chłopców (1938) jako Tony Ponessa
- Błękitny ptak (1940) jako pracowity chłopiec
- Śmiertelna zawierucha (1940) jako Rudi Roth
- Edison (1940) jako Jimmy Price
- Szlak do Santa Fe (1940) jako Jason Brown
- Andy Hardy prywatnym sekretarzem (1941) jako James "Jimmy" MacMahon Jr.
- Wielki kot (1949) jako Wid Hawks, syn Gila
- Dziewczyna z prowincji (1954) jako Larry
- Mosty Toko-Ri (1954) jako oficer C.I.C.
- Diane (1956) jako Montecuculli
- Człowiek w szarym garniturze (1956) jako żołnierz
- Kocham Lucy (1951-57; serial TV) jako pan Taylor (gościnnie, 1957)

Reżyser:
- Alfred Hitchcock przedstawia (1955–1965; serial TV; reż. 1 odcinka)
- Peter Gunn (1958-61; serial TV; reż. 2 odcinków)
- Poszukiwany: żywy lub martwy (1958–1961; serial TV; reż. 1 odcinka)
- Rodzina Potwornickich (1964–1966; serial TV; reż. 2 odcinków)
- M*A*S*H (1972-83; serial TV; reż. 24 odcinków); także produkcja (1972–1976) i scenariusz (11 odcinków)
- Pełnia życia (1986)
- Bezduszne prawo (1991)
- Dzień za dniem (1989-93; serial TV; reż. 4 odcinków)
- Uśmiech losu (1993–1994; serial TV)
- Christy (1994-95; serial TV; reż. 1 odcinka)
- Nowe przygody Supermana (1993–1997; serial TV; reż. 2 odcinków)
- Dotyk anioła (1994−2003; serial TV; reż. 3 odcinków)
- Podróż do Ziemi Obiecanej (1996–1999; serial TV; reż. 4 odcinków)